# Seasons (canção de Thirty Seconds to Mars)
"Seasons" é uma canção da banda de rock americana Thirty Seconds to Mars. É a terceira faixa e segundo single do álbum It's the End of the World but It's a Beautiful Day (2023), sendo lançada como segundo single em 22 de setembro de 2023 pela gravadora Concord Records.

## Paradas e posições
| País/Parada (2023–24)                                   | Melhor posição |
| ------------------------------------------------------- | -------------- |
| Áustria (Austrian Airplay Top 50)                       | 6              |
| Canadá (Billboard Hot AC)                               | 36             |
| República Checa (Rádio Top 100)                         | 9              |
| Alemanha (Offizielle Deutsche Airplay)                  | 2              |
| Itália (Radio Top 40)                                   | 27             |
| Polônia (Polish Airplay Top 100)                        | 12             |
| San Marino (SMRRTV Top 50)                              | 21             |
| Suíça (Swiss Airplay)                                   | 15             |
| Estados Unidos (Billboard Adult Contemporary)           | 27             |
| Estados Unidos (Billboard Adult Top 40)                 | 11             |
| Estados Unidos (Billboard Hot Rock & Alternative Songs) | 33             |
| Estados Unidos (Billboard Mainstream Top 40)            | 19             |